# 超無気力戦隊ジャパファイブ
『超無気力戦隊ジャパファイブ』（ちょうむきりょくせんたいジャパファイブ）は、佐藤まさきの漫画作品。2004年から『週刊ヤングサンデー』に2008年の休刊まで連載された後、『スピリッツ増刊 YSスペシャル』に移って、同誌VOL.3（2008年12月25日号）で完結した。単行本は小学館ヤングサンデーコミックスから、全9巻。

## ストーリー
15歳の高校生、赤羽太陽はいつもの様に親友の油実実と女子の体育を屋上から覗いていた。お気に入りの女子生徒、南国すももを発見していい気分になっていたのもつかの間、直後に不良グループ二子玉三連星の襲撃を受けて全力で逃げる事となってしまう。何とか逃げ回ってロッカーに隠れたはいいものの、隠れた先は女子更衣室だった。そこへ入ってくる南国すもも。彼は彼女のナマ着替えが見られると大喜びだったが、彼女は変な携帯を取り出し特撮ヒーローを思わせるスーツ姿に変身した。こうして、国家秘密のヒーロー組織「ジャパファイブ」の秘密を知ってしまった事でジャパレッドに任命されてしまう太陽。ヤンキーで凶暴なブルー・深海渚や腹黒いトップアイドルのグリーン・真芝直樹とアクの強いメンバーに翻弄されながらも、今日も彼の戦いは続く。

## 登場人物
キャストはドラマCD版のもの。

### ジャパ・ファイブ
迫り来る月人間（ゲッド）に対抗して組織された国家機密の部隊。ジャパスーツに適合（確率は500万分の1）した人物がジャパケータイを掲げ「ジャパ・○○（それぞれのカラーの名前）シフト！」と叫ぶ事により変身できる。スーツに組み込まれた筋サポートフレームにより人間の身体能力を50倍にも増加させる。それにより数十メートルほど飛び上がったりトラックを振り回したりする事も出来る。が、その変身には装着者の「やる気」が関係しており、やる気が無いと下半身丸出しなど半端な変身で戦う事になる。変身に失敗して装着できていない部分や、ダメージを受けて破れたりした部分は性能が発揮されない。基本的に機怪人が出て許可が下りたときにしか変身できない（何度か長官を騙して変身したことはある）。最近、カモフラージュのために朝の特撮ヒーロー番組として放送が開始した。ただしジャパ・レッド役は真芝である。
赤羽 太陽（あかば たいよう）／ジャパ・レッド
声 - 小野大輔
二子玉高校1年（15歳）。常にエロのことを考えており、作中における行動の大半がエロがらみである（もしくは渚のパシリ）。ただし、普通に人命救助したり意識の無い子には悪戯しないと言い切るなど一応男らしい所はある。とっさのエロ機転とエロ運動能力には油実も驚愕するほど。油実、渚と共に「写真部（覗きや盗撮の口実）」を設立したが、今ではもっぱら渚のサロンとして利用されている。勉強は全くせず、授業中もエロの事しか頭に無いので成績は最悪。ただし本気になると思いもよらない力を発揮することも。本命は南国すももだが、実は彼女から好意を持たれている事も月人間の首領・マーンの娘である月野しずくからの好意にも全く気付いていない。
父とは幼い頃から13歳上の兄（既婚・一児の父で公務員）と比べられており、そのことによる確執から毛嫌いしている。が、父は孫に「ジャパレッドが一番強い」と教えるなど、息子思いの親である。
メンバー中では最高のスーツ適合率を誇るが、よく変身に失敗して下半身丸出しで戦う事になる。
- ジャパ・レッド

イメージはカブトムシ。パワーに特化したスーツで、一撃必殺のその攻撃はメンバー中最強のはずだったが、渚のせいで活躍はイマイチ。武器はジャパナックル。
南国すもも／ジャパ・ピンク
声 - 能登麻美子
二子玉高校1年（15歳）。天然系のおっとりした性格の少女。巨乳で、クラスのアイドル的存在。ヒーロー物好きでフィギュア等に目が無く小遣いを全部つぎ込んでまで目当てのものを取ろうとする事もしばしば。水泳部所属。実は赤羽に好意を持っている。何度戦っても弱いのでよく負ける。が、一度変身していない状態で機怪人を倒すなど、実は変身していないほうが強いと思われる節がある。
- ジャパ・ピンク

イメージは蝶。これといって特徴の無い、いたって平凡なスーツ。武器はジャパブーメラン（ジャパブレードに変形可能）。
深海 渚／ジャパ・ブルー
声 - 生天目仁美
二子玉高校3年（17歳）。入学後2分55秒で学校をシメたと噂される不良であり、通称"青の大津波"。性格は凶暴で、校内一の爆乳を持っている。その腕力は変身した赤羽よりも強く、車のドライバーを車ごと吹き飛ばせる。典型的なヤンキーで、裏に十二支の刺繍入りの短ランを何着も所持していたり、ヤンキー御用達の雑誌を愛読していたりする。好物は焼きそば（パンも焼きそばパンしか食べない）。コンビニで絡まれたという理由で軽く族を壊滅させるなど、作中最強の人間。赤羽と油実をパシリに使っている。また、赤羽や油実のスケベな企みを阻止する役目も担っている。
- ジャパ・ブルー

イメージは甲殻類。水中戦用に作られた脚力に重きを置いたスーツなのだが、渚が使用者のため作中最強クラスの力を持っている。武器はジャパキャノン。
油実 実／ジャパ・イエロー
声 - 水島大宙
二子玉高校1年（15歳）。かなりのアイドルオタクである。赤羽とはエロ仲間として行動を共にする。赤羽に勝るとも劣らない変態だが、赤羽よりは冷静で成績もそこそこ、性格は真面目である。暴走する赤羽を諫める事もしばしば。実家は餃子専門店の「油実飯店」を営んでおり、最近2号店オープンが決定したらしい。
- ジャパ・イエロー

イメージは蜂。俊敏性に重きを置いているが、油実が使用者なのであまり意味は無い。武器はジャパHランチャー。
真芝 直樹／ジャパ・グリーン→ジャパ・ブラック
声 - 神谷浩史
二子玉高校1年（16歳）。アイドルグループ"スター5"のリーダー。初登場は第35話。爽やかな風貌に抜群の運動神経を有しているが、勉強は赤羽とタメを張る（下手をすれば赤羽以下）ほど出来ない上、本性は最悪で子供にも容赦しない。ナルシストで自信家な性格。すももに気があり、告白するも玉砕した。プレイボーイに見られがちだが、付き合った女性はなく、童貞である。その実態は短小な自分のイチモツ（赤羽からはブナシメジと称された）がコンプレックスとなっているからである。
ハリウッド進出のため、第68話でアメリカに旅立つ。
- ジャパ・グリーン

イメージはカタツムリ。メンバー中最大の防御力を有し、真芝自身の戦闘力も合わさって攻防ともに優れている。武器はジャパソーサー。巨大な盾でヨーヨー型の武器にもなる。後にジャパ･グリーンは妹のめばえに受け継がれた。
- ジャパ・ブラック

イメージはクワガタムシ。実は先のハリウッド進出は新型スーツのテストの為でもあり、新型スーツに適合した彼はブラックとなって帰ってきた。武器はジャパキャッチャー。マジックハンドの先にクワガタの顎が付いたような武器で、相手を捕らえて挟む攻撃を得意とする。登場後5話で連載が終了してしまったため一度しか出番が無かった。
真柴めばえ／ジャパ・グリーン（2代目）
ハリウッドに旅立った真芝の代わりにたまたま入隊した真芝の妹。14歳。中学2年生。小柄な小動物系の少女だが、生粋の爬虫類マニアで部屋は爬虫類（ワニやヘビなど）で溢れ返っている。その上、一度機怪人（トカ月人・エリザベス）を「お持ち帰り」してペットにしてしまった事も。兄の代わりにジャパ･グリーンに変身する。
- ジャパ･グリーン

南国長官
声 - 大川透
ジャパファイブの総司令を務める中年の男性で、すももの実の父親。その割には、命の掛かった任務の最中に新しいジャパファイブグッズを発注したり政府から予算を騙し取ったりと、本当に真剣に地球の事を考えているかどうか怪しい。釣りが趣味で、隣に越してきた月野満男が悪の首領マーンだとは気付かずに釣り仲間になる。若い頃は高身長の爽やか系イケメンだったが、特徴的なヒゲは昔から代わっていない。司令官のはずだが、渚に全く頭が上がらない。
南国百恵
長官の妻ですももの母親。若い頃はすももとそっくりの美人だったが、20年経って非常に残念な容姿になってしまった（赤羽から「新しいウルトラ怪獣」と呼ばれた）。すっかり夫婦の関係が冷え切っていたが、意図せず赤羽がキューピッドとなった事でまた熱い関係に戻った。
楓香
副司令官を務める若い女性。南国長官に惹かれている。長官を気遣って弁当を作ったが、そのせいで一波乱起きそうな予感がしている。

### 月人間
月に住む人間で、地球人からはゲッドと呼ばれる。首領マーンの命令により数々の破壊活動が行われておりジャパファイブと日々戦っている。一応悪の組織とされているが全員が全員凶悪というわけではなく、むしろ地球人とほとんど変わらない性格をしており生活も地球人のそれと何ら変わりは無い。ただし、科学技術のレベルは遥かに発達しているらしく戦闘スーツやアンドロイドなどの製造技術を持つ。当初は地球の侵略が目的かと思われていたが後に目標は別の事であったと語られる。
マーン（月野満男）
声 - 茶風林
月人間（ゲッド）の首領で、満月型の汗臭いマスクを被った男。人間として生活する際は「月野満男」と名乗り、加藤茶のような容姿になっている。悪の組織なので地球の支配を考えているが、考える作戦は恐ろしいものには見えず、赤羽から「IQ15のはにわ」と言われてしまう。しかも一度フィクションとしてのジャパファイブの番組を見て「我々はここまで酷い事（直接人類を虐殺したり街を破壊したり）をしていない」と怒っていた。性格はとても我侭かつ横暴。巨乳派で、ジャパファイブの中ではブルーが好みらしい（この事からマゾでマザコンだと部下に指摘されてしまった）。地球に潜入した際、偶然ジャパハイツの隣に越してきてしまう。しかも住居は一夜城で、近隣住民から苦情が来て一度取材まで受けた。長官をジャパファイブの司令とは知らず、家族ぐるみで付き合ったり一緒に釣りをしたりと仲良くなってしまう。
月野しずく
声 - 新谷良子
マーンの娘で、月人間軍遊撃隊長を務める少女。地球人として生活する時に二子玉高校の赤羽と同じクラスに転校してきた。16歳。文武両道、成績は常にトップで生真面目な委員長タイプの性格。曲がった事は大嫌いで特に赤羽のようなだらしない男が嫌いだが、度重なるハプニングで赤羽に惚れてしまう。お互い正体に気付いていない。いろいろと地球の文化を調べたりして馴染もうとしているが、いつも曲解して失敗している。
- 月人間軍遊撃隊長・しずく

モチーフはウサギ。しずくが変身してスーツを纏った姿。ジャパファイブの物と酷似しているのは、元々月人間のものだったスーツ技術を元に地球側がジャパスーツを開発したため。水中戦闘モードに変形可能。その戦闘能力は凄まじく、一度渚を圧倒した。武器は妖刀・「兎丸」。こちらは普通の日本刀で、以前偵察部隊が持ち帰ったものである。変身アイテムは眼鏡で、「ゲッドスーツシフト」と叫ぶ事により変身する。後に強化され新スーツとなった。
月羽
地球工作隊・隊長で、油月という部下がいる。その実態はマーンの我侭を実現させるパシリのようなもの。油月という名前の親しい人物がいる事や名刺に書かれていた下の名前が「大」から始まる名前のことから、月人間側の赤羽ポジション（立場が上の人物にいいように扱われる役割）とも言える。妻子もち。最近は娘と会えずに苦労しているらしい。いつもマーンの我侭に振り回される。
機怪人
月人間が生み出すアンドロイド怪人。モチーフとなった物をコピーして作られるのだが、ときどき弱点まで完全にコピーして自滅する事がある（例えばセミをモチーフにしたセミゲッドは、短命な所までコピーして16日で死亡した）。ほとんどが弱く、下半身を隠しながらの赤羽ですら倒せるレベル。顔はどれも似たり寄ったりな顔で、男性型と女性型がいる。それぞれの意思があり、基本的に指令には絶対服従だが自我が強すぎて寝返ったりもする。倒されると特撮ヒーローの敵らしく爆死する。アンドロイドなので炊事や洗濯等の家事は得意。
戦闘員
全身を黒タイツで覆ったゲッドの戦闘員。中の人は異星人であるとはいえ、外見は特に普通の人間と変わりない。タイツもただの衣装なので、脱いだら洗濯もする。ただ月人間は全員（男も女も、年齢も職業も関係なく）サングラスを着用しているため、人間界ではその道の人に間違われる事も少なくない。基本的に弱いため、変身さえしていれば負けることはまずない。たまに赤羽たちと意気投合することもあるが、最後は結局倒される。戦闘員の間ではジャパ・ピンクが人気。
十六夜ルナ
月防衛隊長。プライドが高く高飛車な性格。巨乳で、赤羽からは「（身長は）小さいけど（胸が）デカい人」と称される。一度は渚すら倒ししずくに重傷を負わせマーンを追放したが、後に渚にリベンジされた上月羽他ゲッドの人間達の裏切りに遭い新スーツを得たしずくに倒された。ジャパファイブによって最後の作戦を阻止された後はムーンと共に逃亡した。
ムーン
マーンに取って代わりゲッドの首領の座に就いた男。登場機会があまりに少ないため正体等は不明だが、少なくともマーンよりは能力がある。最終回にて月の民を見捨てて逃亡した。

### その他
夢見心地 恋（ゆめみごこち れん）
油実が熱をあげているトップアイドル。赤羽や油実のスケベな企みの犠牲になることが多々ある。月人兵におそわれた際、油実扮するジャパ･イエローに助けられてから、彼に好意を寄せるようになる。油実からもらったジャパ・イエローのスカーフを肌身離さず持っている。

## ドラマCD
- フロンティアワークスより、2008年2月22日発売